# جاسينتا باريجو
جاسينتا باريجو دي كريسبو (المعروفة باسم ميسيا جاسينتا) (من مواليد 16 أغسطس ام 1845م حتى 16 أبريل عام 1914م) هي شخصية عامة فنزويلية والسيدة الأولى لفنزويلا منذ 1884م حتى 1886م ومنذ 1892م حتى 1898م أثناء فترات الرئاسة لخواكين كريسبو. كانت باريجو أول امرأة في فنزويلا تتدخل في السياسة الرسمية. حيث عقدت اجتماعات حكومية، وعملت على مشاريع رئيس الدولة، وتوسطت في بعض الأحيان نيابة عن السجناء السياسيين.
قُتل زوجها الثاني في معركة عام 1898م وأصبحت باريجو بعد ذلك المدافعة عن إرث عائلته. تنص فنزويلا تويا على أن الخلافة القانونية لباريجو وكريسبو كانت «واحدة من أكبر النزاعات القانونية في أوائل القرن العشرين في فنزويلا.»

## بداية حياتها
ولدت جاسينتا باريجو دي كريسبو في 16 أغسطس 1845م لأبوين خوان باريجو وماريا جوزيفا باريجو في غواريكو. ففي 8 أغسطس 1861م، تزوجت من الجنرال ساتورنينو سيلفا. حيث مات سيلفا في القتال أثناء الحرب الفيدرالية. فبعد وفاته، التقت بالجنرال خواكين كريسبو. كان كريسبو، من مواليد جاريكو وكان أيضًا أحد المقربين لنائب الرئيس آنذاك للجنرال أنطونيو جوزمان بلانكو. تزوجت هي وكريسبو في 18 سبتمبر 1864م وظلت متزوجة من كريسبو خلال مناصبه اللاحقة في الحكومة الفنزويلية.

## حياتها السياسية

### 1884-1886م: الفترة الأولى كسيدة أولى
عملت لأول مرة كسيدة أولى لفنزويلا من عام 1884م حتى عام 1886م. كانت باريجو أول امرأة في فنزويلا تتدخل في السياسة الرسمية. حيث عقدت اجتماعات، وعملت على مشاريع رئيس الدولة وتوسطت في بعض الأحيان نيابة عن السجناء السياسيين لكريسبو.

### 1892: الثورة القانونية ونهاية فترتها
وفقًا لفنزويلياتويا، اعتمدت كريسبو بشكل كبير على مشورتها وثقتها خلال مسيرتها المهنية حيث أكدت أنها في عام 1892م «عوضت الجيش عن الافتقار إلى اللجان أو المجالس العسكرية الثورية في التنظيم السري للثورة القانونية». ففي المناطق النائية من فنزويلا، عاشت باريجو في كاراكاس وساهمت في الحملة من خلال المراسلات السرية وشحن المواد إلى الضباط في جبهة القتال. وفي 17 يونيو 1892م، أطاح زوج باريجو بالرئيس رايموندو أنديوزا بالاسيو. فبعد استقالة الرئيس اللاحق غييرمو تيل فيليجاس أثناء أزمة الثورة القانونية، تم اختيار غييرمو تيل فيليجاس بوليدو من قبل المجلس الفيدرالي كرئيس مؤقت لفنزويلا في أغسطس 1892م. وبعد أن نصب كريسبو نفسه كرئيس بالقوة في أكتوبر 1892م، غادر فيليجاس بوليدو البلاد وأصبحت باريجو السيدة الأولى مرة أخرى في 7 أكتوبر 1892م.

### 1893-1898: نهاية فترتها وحياتها
وفي عام 1897م، لم يقم كريسبو بحملة للفوز بفترة رئاسية ثالثة، لكنه دعم إجناسيو أندرادي ضد خصمه الرئيسي خوسيه مانويل هيرنانديز. حيث فاز أندرادي في الانتخابات، وحلت زوجته ماريا إيزابيل سوسا محل باريجو كسيدة أولى في 28 فبراير 1898م.
انتقد هيرنانديز النتائج ووصفها بأنها احتيالية وحمل سلاحه للقتال لكنه هُزِم بسرعة، مما أدى إلى اضطراب سياسي. ثم قُتل كريسبو في معركة في 16 أبريل 1898م في معركة ماتا كارميليرا أثناء الدفاع عن حكومة إجناسيو أندرادي. حيث أصبحت باريجو بعد ذلك المدافعة عن إرث أسرتهم. ووفقًا لفنزويلا تويا، بينما كانت حزينة، فشلت في منع العديد من الدعاوى القضائية، لا سيما تلك التي رفعها الجنرال الكولومبي فيسينتي سيباستيان ميستري حيث ادعى سيباستيان أنه مَدين ب700000 كتعويض عن عقد عسكري ملغي.

## موتها وإرثها
توفيت باريجو في 16 أبريل 1914م في كاراكاس. ووفقًا لفنزويلا تويا، فإن الخلافة القانونية لباريجو وكريسبو هي «واحدة من أكبر النزاعات القانونية في أوائل القرن العشرين في فنزويلا». وفقًا للنزاع، تقول التقاليد الشعبية أن كريسبو كان يزعم أنه كان له عشيقة أولى ولم يعش أبدًا في قصر ميرافلوريس، الملقب بـ «بيت ميسيا جاسينتا».
وفي خلال الأزمة في فنزويلا البوليفارية، تعرض قبر كريسبو وزوجته جاسينتا للنهب والتخريب، تاركين أجسادهم مكشوفة.